# David Carreira

David Carreira (2013)

David Carreira (* 30. Juli 1991 in Dourdan, Frankreich; eigentlich David Araújo Antunes) ist ein portugiesischer Schauspieler und Popsänger.

## Leben
David Carreira (eigentlich David Araújo Antunes) kam als Sohn des Popsängers Tony Carreira in Frankreich zur Welt, fünf Jahre nach seinem Bruder Mickael Carreira (der später ebenfalls Popsänger werden sollte). Im Jahr 2001 kehrte die gesamte Familie in ihr Heimatland Portugal zurück. Als Jugendlicher spielte er Fußball in den Nachwuchsmannschaften von Sporting Lissabon. Eine schwere Knieverletzung verhinderte eine weitere Karriere.
Später wurde er als Model zu den wichtigsten Modeschauen Portugals eingeladen, darunter Moda Lisboa und Portugal Fashion. Daneben nahm er ein Managementstudium auf. 2010 war er Hauptdarsteller in der Jugendserie Morangos com Açúcar. Er arbeitete auch danach gelegentlich als Schauspieler, blieb aber in erster Linie Sänger.
Ende 2011 erschien unter dem Titel N.1 sein Debütalbum. Es wurde von den französischen Produzenten Tefa und Blasta produziert und erreichte Platz 1 der portugiesischen Charts.
Auf seinem 2013 veröffentlichten zweiten Album A Força Está em Nós sang er u. a. Duette mit Snoop Dogg, Boss AC, Anselmo Ralph und Diana Chaves. Er erreichte damit den zweiten Platz der portugiesischen Charts.

## Diskografie

### Alben
| Jahr | Titel                   | Höchstplatzierung, Gesamtwochen, AuszeichnungChartplatzierungen (Jahr, Titel, Platzierungen, Wochen, Auszeichnungen, Anmerkungen) | Höchstplatzierung, Gesamtwochen, AuszeichnungChartplatzierungen (Jahr, Titel, Platzierungen, Wochen, Auszeichnungen, Anmerkungen) | Höchstplatzierung, Gesamtwochen, AuszeichnungChartplatzierungen (Jahr, Titel, Platzierungen, Wochen, Auszeichnungen, Anmerkungen) | Höchstplatzierung, Gesamtwochen, AuszeichnungChartplatzierungen (Jahr, Titel, Platzierungen, Wochen, Auszeichnungen, Anmerkungen) | Anmerkungen                                               |
| Jahr | Titel                   | PT | FR | BEW | CH | Anmerkungen                                               |
| ---- | ----------------------- | --- | --- | --- | --- | --------------------------------------------------------- |
| 2011 | N.1                     | PT1 Platin · (43 Wo.)PT | — | — | — | Erstveröffentlichung: 17. Oktober 2011                    |
| 2013 | A força está em nós     | PT2 (27 Wo.)PT | — | — | — | Erstveröffentlichung: 11. November 2013                   |
| 2014 | Tout recommencer        | — | FR8 (19 Wo.)FR | BEW20 (12 Wo.)BEW | CH21 (2 Wo.)CH | Erstveröffentlichung: 22. August 2014 französischsprachig |
| 2015 | 3                       | PT1 Platin · (65 Wo.)PT | — | — | — | Erstveröffentlichung: 4. Dezember 2015                    |
| 2016 | 360° Live Campo Pequeno | PT3 (9 Wo.)PT | — | — | — | Livealbum                                                 |
| 2017 | 1991                    | PT14 (2 Wo.)PT | FR36 (5 Wo.)FR | — | CH58 (1 Wo.)CH | Erstveröffentlichung: 19. Mai 2017                        |
| 2018 | 7                       | PT1 Gold · (58 Wo.)PT | — | — | — | Erstveröffentlichung: 23. November 2018                   |
| 2023 | Oyto                    | PT1 (12 Wo.)PT | — | — | — | Erstveröffentlichung: 19. Mai 2023                        |
| 2024 | 9                       | PT4 (10 Wo.)PT | — | — | — | Erstveröffentlichung: 10. Mai 2024                        |

### Singles
| Jahr | Titel Album                          | Höchstplatzierung, Gesamtwochen, AuszeichnungChartplatzierungen (Jahr, Titel, Album, Platzierungen, Wochen, Auszeichnungen, Anmerkungen) | Höchstplatzierung, Gesamtwochen, AuszeichnungChartplatzierungen (Jahr, Titel, Album, Platzierungen, Wochen, Auszeichnungen, Anmerkungen) | Anmerkungen                                                                  |
| Jahr | Titel Album                          | PT | FR | Anmerkungen                                                                  |
| ---- | ------------------------------------ | --- | --- | ---------------------------------------------------------------------------- |
| 2013 | Obrigado la famille Tout recommencer | — | FR55 (10 Wo.)FR | Erstveröffentlichung: 2. Dezember 2013 feat. Dry                             |
| 2014 | Boom Tout recommencer                | — | FR50 (20 Wo.)FR | Erstveröffentlichung: 21. April 2014                                         |
| 2014 | Viser le K. O. Tout recommencer      | — | FR167 (3 Wo.)FR | Erstveröffentlichung: 25. August 2014 feat. Snoop Dogg                       |
| 2016 | In Love 3                            | PT51 (9 Wo.)PT | — |                                                                              |
| 2016 | Não papo grupos 3 (Black Edition)    | PT54 (10 Wo.)PT | — |                                                                              |
| 2017 | Domino 1991                          | — | FR95 (18 Wo.)FR | Erstveröffentlichung: 27. Januar 2017                                        |
| 2018 | O problema e que ela e linda 7       | PT43 Platin · (15 Wo.)PT | — | Erstveröffentlichung: 3. August 2018 feat. DJ Telio                          |
| 2018 | És só tu 7                           | PT51 Gold · (2 Wo.)PT | — | Erstveröffentlichung: 23. November 2018 feat. Inês Herédia                   |
| 2019 | Minha cama 7 – Reedição              | PT19 Platin · (45 Wo.)PT | — | Erstveröffentlichung: 7. Juni 2019                                           |
| 2020 | Festa Oyto                           | PT10 Platin · (39 Wo.)PT | — | Erstveröffentlichung: 10. Juli 2020 feat. MC Kevinho                         |
| 2020 | Anda comigo Oyto                     | PT152 (10 Wo.)PT | — | Erstveröffentlichung: 4. Dezember 2020                                       |
| 2021 | Vamos com tudo Oyto                  | PT9 Gold · (19 Wo.)PT | — | Erstveröffentlichung: 4. Juni 2021 mit Giulia Be & Ludmilla feat. Preto Show |
| 2022 | Noite inteira Oyto                   | PT159 (1 Wo.)PT | — | Erstveröffentlichung: 1. April 2022                                          |
| 2022 | Baby Boo Oyto                        | PT183 (1 Wo.)PT | — | Erstveröffentlichung: 20. Mai 2022 feat. Rich & Mendes                       |
| 2022 | Saturno (ela é malvada) Oyto         | PT151 (3 Wo.)PT | — | Erstveröffentlichung: 15. Juli 2022 mit Matheus Fernandes                    |
| 2023 | Menta 9                              | PT114 (4 Wo.)PT | — | Erstveröffentlichung: 15. September 2023 mit Djodje                          |
| 2023 | Pelos cantos do mundo –              | PT140 Gold · (3 Wo.)PT | — | Erstveröffentlichung: 30. November 2023 mit Mickael Carreira                 |
| 2023 | Borboleta 9                          | PT90 (1 Wo.)PT | — | Erstveröffentlichung: 15. Dezember 2023                                      |
| 2024 | Filho 9                              | PT102 (1 Wo.)PT | — | Erstveröffentlichung: 26. Januar 2024                                        |
| 2024 | Vida boa 9                           | PT190 (1 Wo.)PT | — | Erstveröffentlichung: 23. Februar 2024 mit Juliette                          |

grau schraffiert: keine Chartdaten aus diesem Jahr verfügbar
Weitere Singles
- 2011: Esta noite (mit Jmi Sissoko)
- 2011: Tu
- 2012: Falling into You
- 2012: Don’t Stop the Party (mit Lara Life)
- 2013: Baby Fica (mit Anselmo Ralph)
- 2014: ABC (mit Boss AC)
- 2015: Primeira dama (PT: Gold[11])
- 2018: Cuido de você (feat. Kell Smith, PT: Gold[12])

### Gastbeiträge
- 2019: O que fomos (Nuno Ribeiro feat. David Carreira, PT: Gold)[13]

## Filmografie
- 2010–2011: Morangos com Açúcar (Telenovela TVI)
- 2012: Morangos Com Açúcar – O Filme (Kinofilm)
- 2012–2013: Louco Amor (Telenovela TVI)
- 2013: Odysseus – Macht. Intrige. Mythos., zwei Folgen (franz. TV-Serie)
- 2016: Santa Barbara (Telenovela TVI)
- 2016: Refrigerantes e Canções de Amor (Kinofilm, Kurzauftritt)